# Pomerecz
Pomerecz (lit. Pamerkiai) – wieś na Litwie, w rejonie orańskim.
Do 1916 roku wieś włościańska nad rzeką Mereczanka w powiecie trockim ówczesnej guberni wileńskiej. 
W 1886 roku w 20 domach zamieszkiwało 223 mieszkańców – katolików. W tym samym roku dobra Pomerecz stanowiły własność Jerzego Prasznikowa. Razem z wsiami Bieksze i Kukle oraz zaściankiem Kukiszki tworzył okręg wiejski Pomerecz.
W dwudziestoleciu międzywojennym wieś należała do gminy wiejskiej Olkieniki ówczesnego powiatu wileńsko-trockiego. 
9 grudnia 1931 roku wieś zamieszkiwały 384 osoby. Znajdowały się w niej 63 budynki mieszkalne.
Na zachód od wsi, w odległości 2 km, biegła granica polsko-litewska. Między wsiami Pomerecz i Bieksze biegła linia Kolei Warszawsko-Petersburskiej. Znajduje się tu przystanek kolejowy Pomerecz.
9 września 1924 roku wydarzyła się katastrofa kolejowa pod Pomereczem.